# Tartus gamla anatomiska teater
Tartus gamla anatomiska teater (estniska: Vana anatoomikum) är en estnisk medicinsk undervisningslokal i Tartu, som ritades av Johann Wilhelm Krause och uppfördes 1805. 
Tartus gamla anatomiska teater ligger på södra sidan av Toomemägi (Domberget) på den plats där Karl Gustav-bastionen från svensktiden låg. Den ursprungligen en rotunda, men kompletterades 1825–1827 med halvcirkulära flyglar, också ritade av Johann Wilhelm Krause. Byggnaden fick sin slutliga form, med en större tillbyggnad ritad av Karl Rathaus, 1856–1860.
Den fick sitt nuvarande namn 1888, när den nya anatomiska teatern i Tartu invigdes. Universitetets medicinska fakultet låg i byggnaden till 1899, då fakulteten flyttade till en ny byggnad i Maarjamõisa. 

## Universitets museer
- Tartu universitetsmuseum
- Tartu universitets naturhistoriska museum
- Tartus gamla observatorium
- Tartu universitets konstmuseum
- Tartu universitets botaniska trädgård

## Bildgalleri

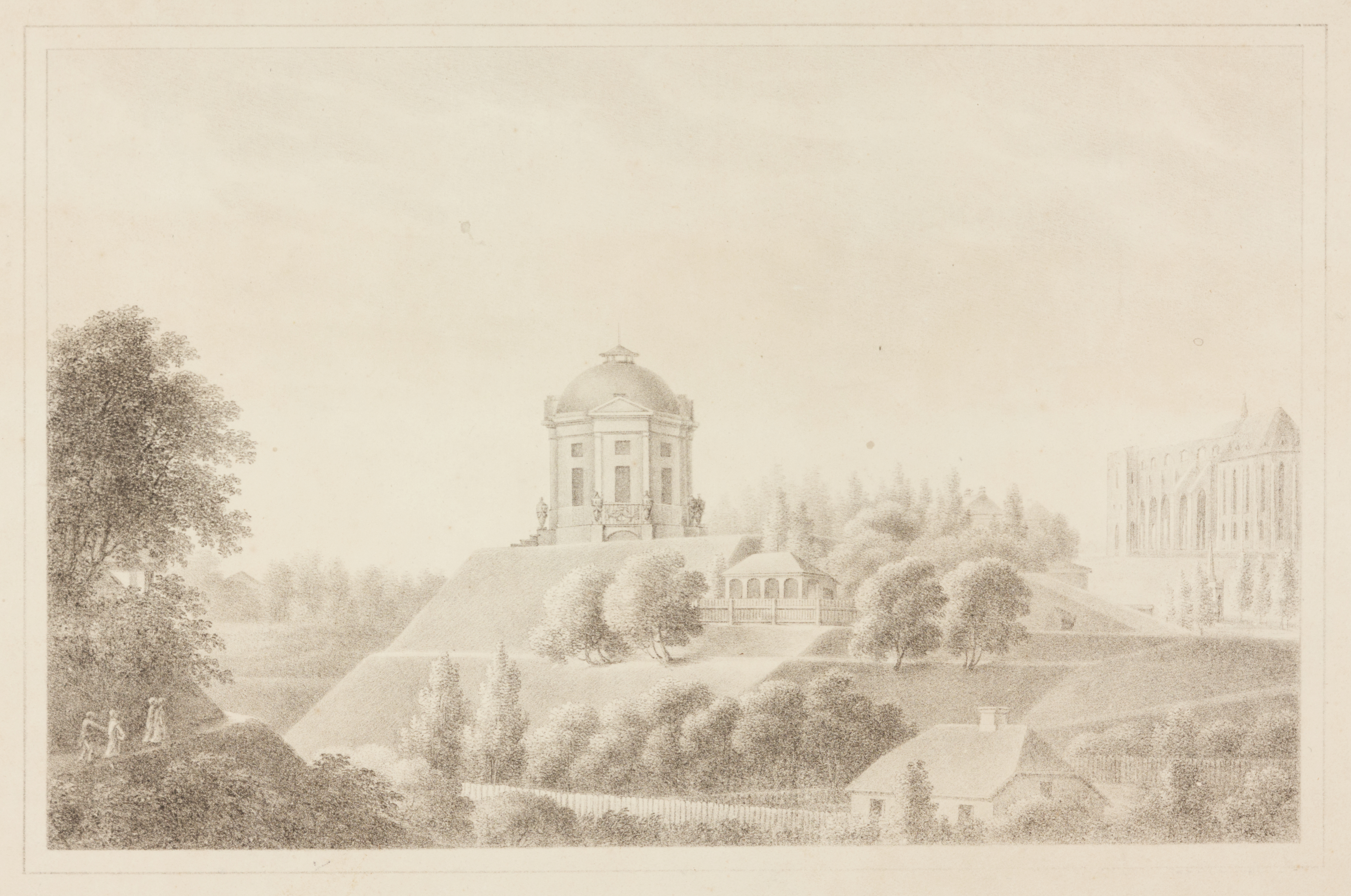
Den ursprungliga rotundan, början av 1820-talet
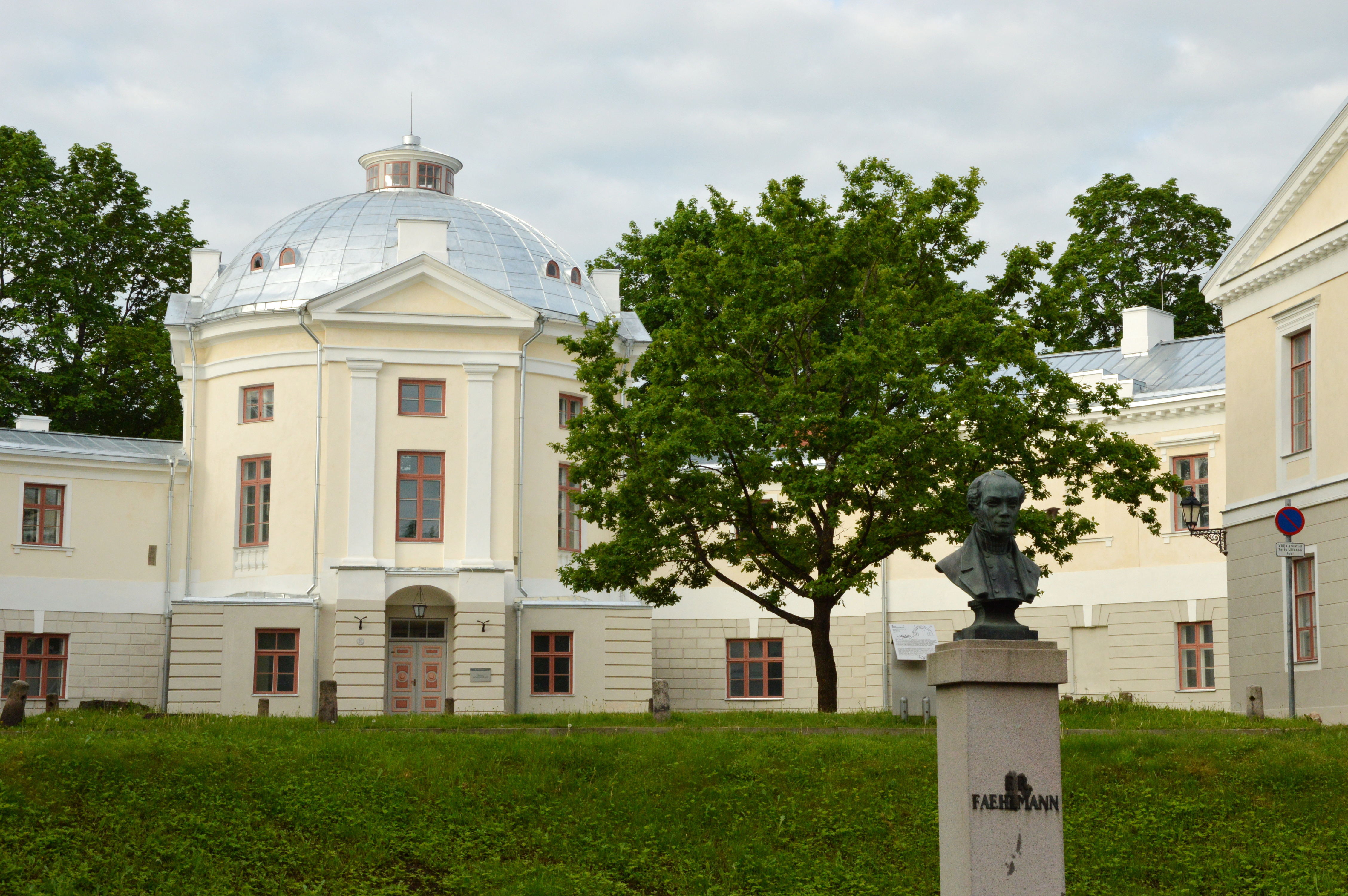
Exteriör
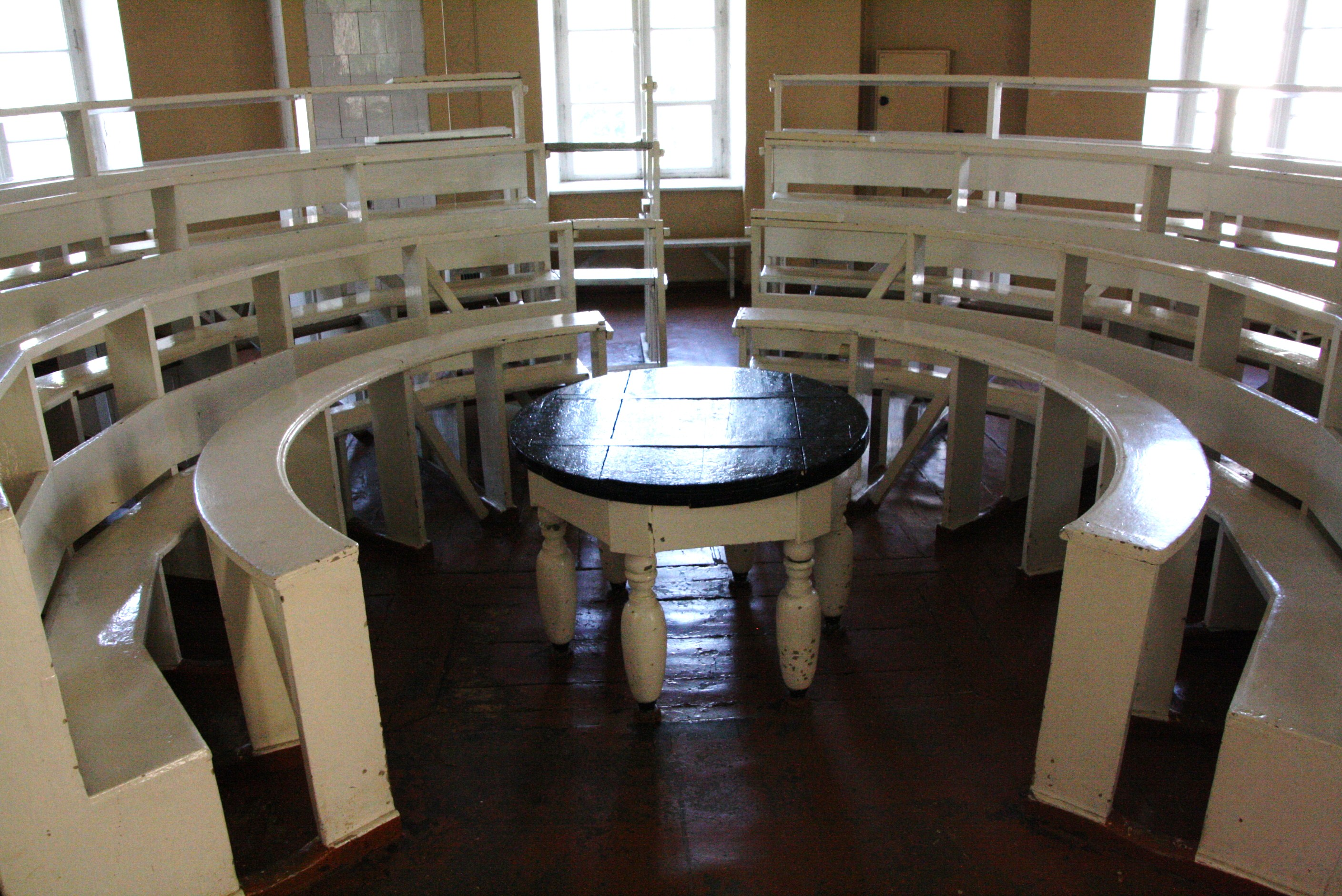
Rotundan